# ترونگ توی
ترونگ توی (به لاتین: Trường Thủy) یک منطقهٔ مسکونی در ویتنام است که در استان کوانگ‌بن واقع شده‌است.